# Tanacetum siculum
Tanacetum siculum là một loài thực vật có hoa trong họ Cúc. Loài này được (Guss.) Strobl miêu tả khoa học đầu tiên năm 1882.